# Géant de Vranja

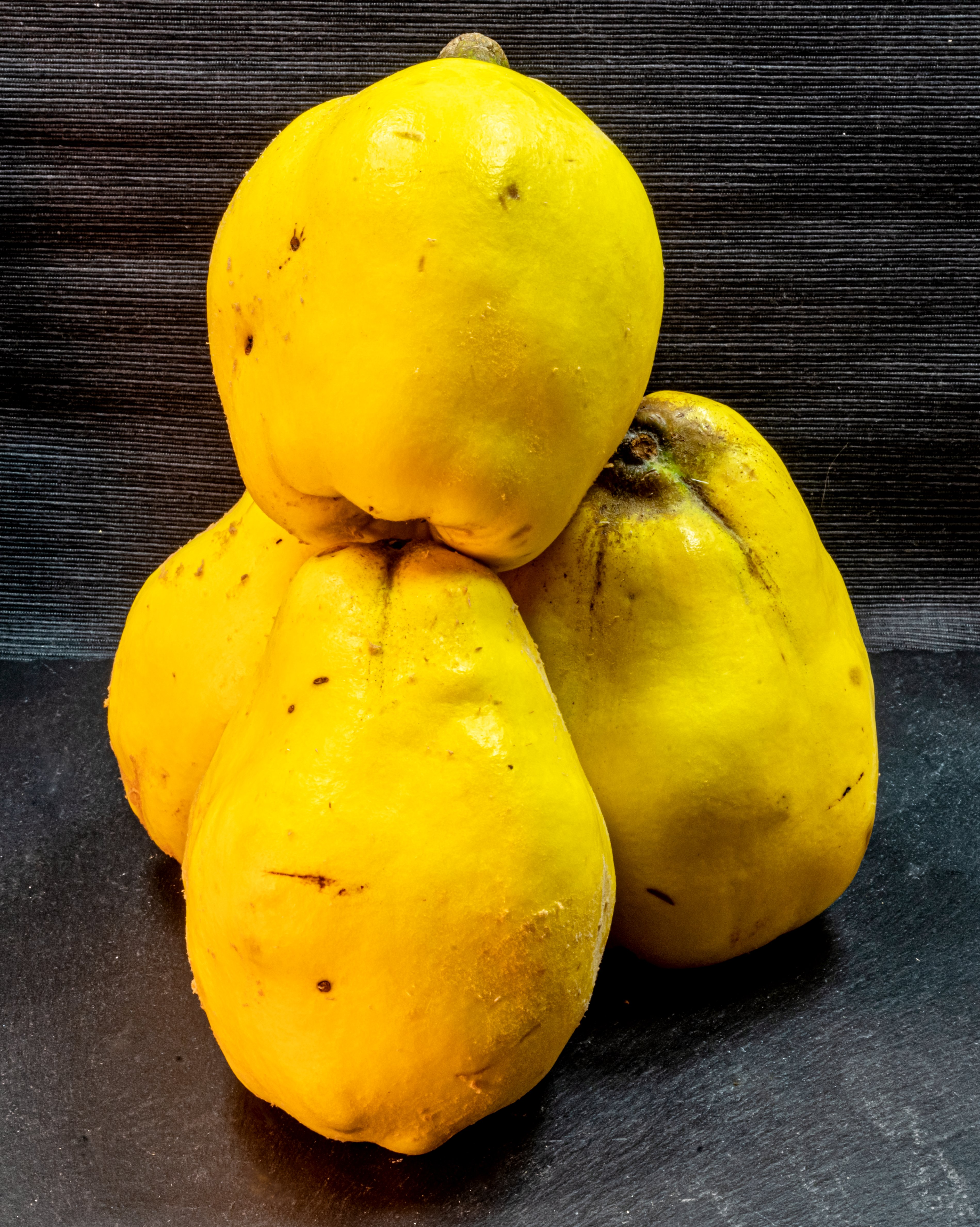
Géant de Vranja

Géant de Vranja, ou monstrueux de Vranja, est l'appellation d'une variété de cognassier (Cydonia oblonga 'Géant de Vranja') et du coing qui en est le fruit. Il est désigné officiellement, selon l'arrêté du 10 février 2005 du ministère français de l'Agriculture, de l'Alimentation, de la Pêche et de la Ruralité, géant de Vranja (publication au Journal officiel du 24 mars 2005) et il s'agit d'une variété fruitière relevant de la rubrique II, classe 2, du Catalogue officiel des espèces et variétés de plantes cultivées en France. Il s'agit d'une variété autofertile devant son nom à son origine (variété apparue en 1898 à Vranja – ou Vranje – en Serbie) et au volume et au poids de ses fruits (certains peuvent dépasser 1,5 kg).
Cette plante donne des fleurs roses en avril et les fruits, verts et virant au jaune pâle, se récoltent généralement vers octobre.
On trouve parfois la graphie Wranja.